# Women's Teacher's Training College
Women's Teacher's Training College eller Teacher's Training College for Girls, även kallad Darülmuallimat, var en flickskola i Istanbul i Osmanska riket, som grundades 1870. Det var den första högre skolan för flickor i Osmanska riket. 
Skolan grundades på statligt initiativ. Det var den första statliga högskolan för kvinnor i Osmanska riket. Det var en del av moderniseringsreformerna under tanzimateran. Den första statliga flickskolan hade öppnat 1858 och grundskoleutbildning för både flickor och pojkar (om än oftast bara på papperet) hade införts 1869. En högskola ansågs därför nödvändig för att förse flickskolorna med kvinnliga lärare av sedlighetsskäl: skolan på 1850-talet hade fått avbrytas för att de inte fanns utbildade kvinnliga lärare. 32 studenter registrerades första året. Manliga lärare undervisade vid skolan, men endast gamla män, och studenterna övervakades för att aldrig bli ensamma med lärarna. 
Kvinnor fick dock inte studera vid vanliga universitet förrän 1914.  